# Lenharrée
Lenharrée és un municipi francès, situat al departament del Marne i a la regió del Gran Est. L'any 2007 tenia 92 habitants.

## Demografia

### Població
El 2007 la població de fet de Lenharrée era de 92 persones. Hi havia 39 famílies, de les quals 11 eren unipersonals (4 homes vivint sols i 7 dones vivint soles), 14 parelles sense fills, 7 parelles amb fills i 7 famílies monoparentals amb fills.
La població ha evolucionat segons el següent gràfic:
Habitants censats

### Habitatges
El 2007 hi havia 48 habitatges, 40 eren l'habitatge principal de la família, 1 era una segona residència i 7 estaven desocupats. Tots els 48 habitatges eren cases. Dels 40 habitatges principals, 33 estaven ocupats pels seus propietaris, 6 estaven llogats i ocupats pels llogaters i 1 estava cedit a títol gratuït; 2 tenien dues cambres, 5 en tenien tres, 9 en tenien quatre i 24 en tenien cinc o més. 39 habitatges disposaven pel capbaix d'una plaça de pàrquing. A 20 habitatges hi havia un automòbil i a 17 n'hi havia dos o més.

### Piràmide de població
La piràmide de població per edats i sexe el 2009 era:
| Homes | Edats   | Dones |
| ----- | ------- | ----- |
| 0     | 95 o +  | 0     |
| 0     | 90 a 94 | 4     |
| 0     | 85 a 89 | 0     |
| 0     | 80 a 84 | 0     |
| 0     | 75 a 79 | 4     |
| 8     | 70 a 74 | 0     |
| 8     | 65 a 69 | 4     |
| 0     | 60 a 64 | 8     |
| 0     | 55 a 59 | 0     |
| 12    | 50 a 54 | 4     |
| 4     | 45 a 49 | 4     |
| 4     | 40 a 44 | 8     |
| 0     | 35 a 39 | 0     |
| 0     | 30 a 34 | 4     |
| 4     | 25 a 29 | 0     |
| 0     | 20 a 24 | 4     |
| 8     | 15 a 19 | 4     |
| 4     | 10 a 14 | 4     |
| 4     | 5 a 9   | 4     |
| 0     | 0 a 4   | 0     |

## Economia
El 2007 la població en edat de treballar era de 58 persones, 40 eren actives i 18 eren inactives. De les 40 persones actives 39 estaven ocupades (24 homes i 15 dones) i 2 estaven aturades (1 home i 1 dona). De les 18 persones inactives 9 estaven jubilades, 5 estaven estudiant i 4 estaven classificades com a «altres inactius».
Activitats econòmiques
Dels 9 establiments que hi havia el 2007, 1 era d'una empresa de fabricació d'altres productes industrials, 2 d'empreses de construcció, 3 d'empreses de comerç i reparació d'automòbils, 1 d'una empresa de transport, 1 d'una empresa immobiliària i 1 d'una empresa classificada com a «altres activitats de serveis».
Dels 2 establiments de servei als particulars que hi havia el 2009, 1 era un taller de reparació d'automòbils i de material agrícola i 1 empresa de construcció.
L'any 2000 a Lenharrée hi havia 13 explotacions agrícoles que ocupaven un total de 2.080 hectàrees.

## Poblacions més properes
El següent diagrama mostra les poblacions més properes.